# Vlad Olteanu
Vlad Olteanu (n. 21 martie 1996, Brașov, România) este un fotbalist român, care joacă pe post de mijlocaș la SR Brașov în Liga a III-a. Pe plan internațional, are prezențe la națională pentru România Sub-19 și România Sub-21.